# Sinfonietta Mainz
Die Sinfonietta Mainz ist ein Philharmonisches Orchester, das derzeit aus mehr als 80 festen Mitgliedern besteht, die je nach Programm durch bis zu 40 weitere Musiker unterstützt werden.

## Hintergründe
Das Orchester versteht sich als Nachfolgeorchester des fast 160-jährigen Philharmonischen Orchestervereins Mainz und möchte dessen Tradition fortführen.
1971 erfolgte die Gründung des „Arbeitskreises Kammermusik Mainz“ mit 30 Mitgliedern. 1974 wurde die Entwicklung durch eine Neugründung als „Mainzer Instrumentalensemble“ weitergeführt. Die musikalische Leitung hatte zunächst Tilmann Köster (ein Schüler von Sergiu Celibidache), ab 1989 übernahm Stefan Laasch (Kirchenmusiker aus Frankfurt) die Leitung.
1992 gab es eine Umbenennung in „Sinfonietta Mainz“ – Philharmonisches Orchester. Die musikalische Leitung übernahm dabei zunächst Alfred Stenger, später dann Tibor Istvanfy. Seit 1995 erfolgt die musikalische Leitung durch Michael Millard. In der Folge kam es zur Zusammenarbeit mit namhaften Solisten wie José Gallardo, Andreas von Wangenheim, Maria Egelhof, John Trelaeven, Xiao Ming Han, dem Mainzer Klavierduo, Herbert Bonewitz u. a.
Das Repertoire umfasst klassische Werke aus der frühen Wiener Klassik, der Romantik und der Gegenwart. Die Zusammenarbeit mit Mainzer Chören ermöglicht die Aufführung großer Werke wie Brahms’ Requiem, Beethovens 9. Sinfonie oder Mahlers 2. Sinfonie. Crossoverprojekte gibt es u. a. mit der Mainzer Band Jammin'Cool auf dem Domplatz in Mainz (Symphonic Rock Night oder Christmas Rock).

## Diskographie
- „Tierisches aus Mainz“, Acousence Recordings Wöllstein, ACO-CD 50906
- „Der Tierische Karneval der Tiere aus Mainz“, Text von und mit Herbert Bonewitz, Musik: Camille Saint-Saëns
- „Peter und der Wolf“, Musik: Sergej Prokofieff, Sprecher: Peter Krawietz – Kulturdezernent der Stadt Mainz